# Tachyporus formosus
Tachyporus formosus är en skalbaggsart som beskrevs av Matthews 1838. Tachyporus formosus ingår i släktet Tachyporus, och familjen kortvingar. Arten är reproducerande i Sverige.